# Larry Linville
Larry Linville (29 de septiembre de 1939 – 10 de abril de 2000) fue un actor cinematográfico y televisivo estadounidense, conocido por su papel del Mayor Frank Burns en la serie televisiva MASH.

## Biografía

### Inicios
Su nombre completo era Lawrence Lavon Linville, y nació en Ojai, California, siendo sus padres Fay Pauline Kennedy y Harry Lavon Linville. Criado en Sacramento, se formó en la El Camino High School (clase de 1957), estudiando más adelante ingeniería aeroespacial en la Universidad de Colorado en Boulder, antes de obtener una beca para la Real Academia de Arte Dramático de Londres.
A su vuelta a los Estados Unidos, Linville inició su carrera interpretativa trabajando en el Barter Theatre de Abingdon, Virginia. un teatro con un repertorio anual dirigido por Robert Porterfield.

### Carrera artística antes deMASH
Antes de actuar cinco años como coprotagonista de MASH, Linville tuvo papeles como actor invitado en muchas de las series más conocidas de finales de los años 1960 y principios de los 1970, entre ellas Bonanza, Room 222 y Adam-12. Actuó tres veces, con diferentes personajes, en tres temporadas de la serie Misión imposible. Además, en las primeras temporadas de Mannix Linville tuvo el papel recurrente del Teniente George Kramer, un aliado de Mannix en el Departamento de Policía de Los Ángeles.
Linville también fue un médico en el telefilm The Night Stalker (1972), un predecesor de la serie televisiva protagonizada por el personaje Kolchak, actuando así mismo en el episodio titulado "Chopper" del show Kolchak: The Night Stalker. Hizo también una pequeña actuación en la película Kotch (1971), dirigida por Jack Lemmon y protagonizada por Walter Matthau. Otro papel de Linville fue el del agente Hugh Emery en el episodio "One of Our Probes is Missing", emitido en 1972, y perteneciente a la serie Search.

### MASH

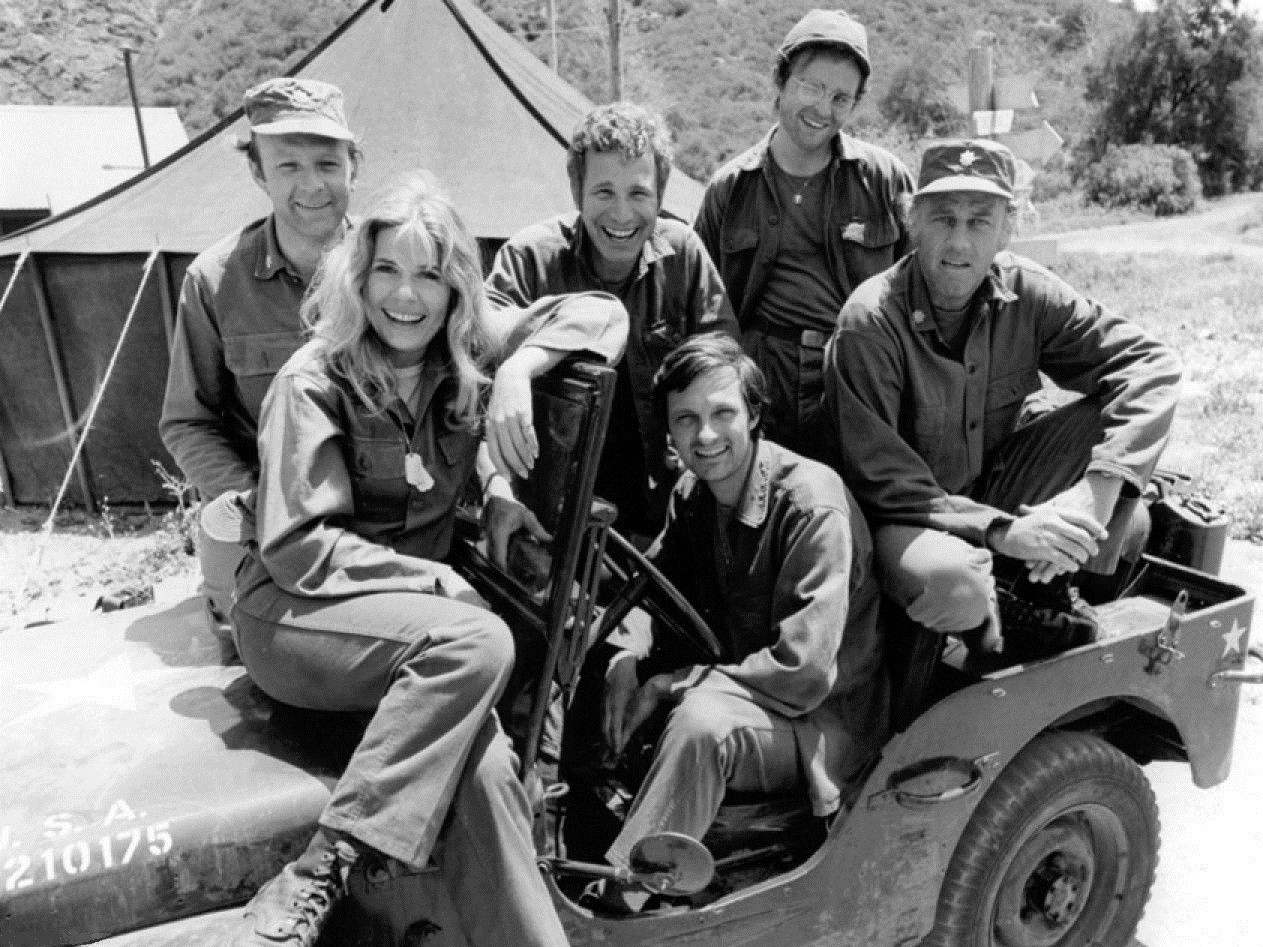
Larry Linville (izq.) con el reparto de MASH (1974)

Cuando se inició la serie MASH, Linville firmó un contrato para trabajar cinco años en la misma. Interpretaba a Frank Burns, mayor y cirujano. Consiguió un gran reconocimiento por su papel, que contrastaba con el interpretado por Alan Alda y otros miembros del reparto. En ese período el tono de la sitcom había pasado de la pura comedia a unas historias más dramáticas, con temas que se relacionaban con la Guerra de Vietnam (a pesar de que MASH se ambientaba durante la Guerra de Corea, se emitió durante y después de la guerra de Vietnam, y tendía a reflejar este período en el programa). Le ofrecieron renovar dos temporadas más al finalizar su contrato, pero declinó la oferta. Tras cinco temporadas, Linville cada vez estaba más cansado del personaje, sintiendo que no podía evolucionar más, por lo que decidió dejar la serie y trabajar en otros papeles.

### Carrera trasMASH
Tras MASH, Linville protagonizó o intervino en múltiples películas y producciones televisivas. Entre otros shows de televisión, actuó en Murder, She Wrote, La isla de la fantasía, The Love Boat, The FBI Story y CHiPs. También trabajó en episodios de Airwolf (fue Maxwell en "And a Child Shall Lead") y The Rockford Files, así como en el telefilm The Girl, the Gold Watch & Dynamite (1981). Hizo un personaje tipo—el "General Loco"—junto a Edward Winter en el episodio piloto de Misfits of Science. También fue coprotagonista de la sitcom Grandpa Goes to Washington, en la cual actuó junto a Jack Albertson.
Linville encarnó a Randy Bigelow en la serie de 1982 producida por Disney Herbie, the Love Bug. También fue protagonista en Los Jefferson, serie de corta trayectoria  spinoff de Checking In, en la que era la némesis de Florence Johnston (Marla Gibbs); esta serie únicamente tuvo cuatro episodios. Linville coprotagonizó en 1984 Paper Dolls, un drama de ABC sobre la industria de la moda. En 1991 actuó en una entrega de la serie Night Court, en el papel de un médico. En Lois & Clark trabajó en el capítulo 3 de la primera temporada.
También actuó en numerosas películas, entre ellas School Spirit (1985), Earth Girls Are Easy (1988), C.H.U.D. 2 (1989), Rock 'n' Roll High School Forever (1991), A Million to Juan (1994) y No Dessert, Dad, till You Mow the Lawn (1994).
En 1991, conmemorando el vigésimo de la serie, se emitió un show especial, Memories of M*A*S*H. En 1997 colaboró con Larry Gelbart (productor y creador de M*A*S*H) y David Ogden Stiers (que interpretaba al sustituto de Frank Burns, el Mayor Charles Winchester) en una ceremonia en la que se cerraba el último MASH estadounidense en Corea.

### Vida personal
Linville se casó cinco veces. Su primera esposa fue Kate Geer (hermana de la actriz Ellen Geer), con la que tuvo una hija, Kelly Linville (nacida en 1970), antes de divorciarse. No tuvo más hijos. También se casó y divorció con Vana Tribbey (desde el 25 de diciembre de 1977 al 20 de abril de 1982), Melissa Gallant (24 de abril de 1982–1985) y Susan Hagan (15 de octubre de 1986–1992). Su último matrimonio tuvo lugar con Deborah Guydon, permaneciendo unidos desde 1993 hasta la muerte de él.
Tras diagnosticarle un tumor maligno bajo el esternón, Linville fue operado en febrero de 1998 para extirparle parte un pulmón. Recibió tratamiento, pero en los dos años siguientes su salud fue empeorando, falleciendo a causa de una neumonía secundaria a su cáncer en la ciudad de Nueva York el 10 de abril de 2000. Sus restos fueron incinerados, y las cenizas esparcidas en el mar cerca de Bahía Bodega, California.

## Filmografía
- 1969 : Marcus Welby (TV)
- 1971 : Vanished (TV)
- 1971 : Kotch
- 1971 : Bunny O'Hare
- 1972 : The Night Stalker (TV)
- 1972 : Search  (serie TV)
- 1972 : The Stepmother
- 1973-1977 : MASH (serie TV)
- 1978 : Grandpa Goes to Washington (serie TV)
- 1979 : A Christmas for Boomer (TV)
- 1981 : Checking In (serie TV)
- 1981 : The Girl, the Gold Watch and Dynamite (TV)
- 1982 : Herbie, the Love Bug (serie TV)
- 1983 : Night Partners (TV)
- 1984 : Paper Dolls (serie TV)
- 1985 : Superminds (TV)
- 1985 : School Spirit
- 1988 : Blue Movies
- 1988 : Earth Girls Are Easy
- 1989 : C.H.U.D. 2
- 1990 : Rock 'n' Roll High School Forever
- 1992 : Body Waves
- 1994 : No Dessert, Dad, Till You Mow the Lawn
- 1994 : A Million to Juan
- 1995 : Angel's Tide
- 1997 : Pressure Point
- 1998 : Fatal Pursuit
- 1999 : Crazy for You (TV)
- 2004 : West from North Goes South